# Joe Brew
Joe Brew   (Gainesville, dècada del 1980) és un analista de dades, epidemiòleg i economista estatunidenc, que actualment viu a Santa Coloma de Queralt (Baixa Segarra).
Va néixer i es va criar a Gainesville, a l'estat de Florida dels Estats Units. L'any 2004, va anar a la University of the South a Sewanee a l'estat de Tennessee. Hi va fer tres graus en història contemporània no occidental, espanyol i francès. L'any 2008 va fer un màster d'història diplomàtica contemporània a Institut Catòlic de París. L'any 2011 va fer un segon màster, de salut pública, a la Universitat de Granada i després un altre a la Copenhagen School of Global Health (Universitat de Copenhaguen). Entre 2014 i 2017, va fer un doctorat en epidemologia a la Universitat de Florida. Fa un altre doctorat a l'Institut de Salut Global de Barcelona (ISGlobal) en un projecte de recerca sobre l'eficàcia i la rendibilitat de les intervencions de control i d'eliminació de la malària a Moçambic.
Brew va treballar a la consultoria estatunidenca Analyst Institute, al departament de salut de Florida, a l'agència de salut pública de Barcelona, a l'oficina regional de salut de Tigre i al Centre d'investigació en Salut de Mahinça (Moçambic). És cofundador de Databrew i treballa amb Lendable en matèria d'inclusió financera.